# Sarosa boenninghauseni
Sarosa boenninghauseni là một loài bướm đêm thuộc phân họ Arctiinae, họ Erebidae.